# Морле
Морле (фр. Morlaix, брет. Montroulez) — город на северо-западе Франции, находится в регионе Бретань, департамент Финистер, супрефектура округа Морле и центр кантона Морле. Расположен в месте слияния рек Жарло и Кефлё, образующих длинный фьорд, называемый «Ривьера Морле», или по-бретонски Досан, выходящий в бухту Морле пролива Ла-Манш. Ривьера Морле разделяет исторические земли Пэи де Леон и Трегор. Город находится в 58 км к востоку от Бреста и в 81 км к северу от Кемпера; с севера город огибает национальная автомагистраль N12. В центре города находится железнодорожная станция Морле линии Париж-Брест. К северу-востоку от центра города расположен аэропорт регионального значения Морле-Плужан.
Население (2019) — 14 845 человек.

## История
Первоначально Морле был галльским оппидом, затем римским каструмом, и располагался на холме Парк-о-Дюк, возвышавшимся над Досаном и расположенным к юго-западу от центра нынешнего города, в западной части полуострова, образованного слиянием рек Жарло и Кефлё. Первое поселение выросло у подножия оппида, в месте пересечения шести римских дорог. Дальнейшая его судьба неясна.
Примерно в 1000 году сеньор Леона построил на месте нынешнего Морле замок. Под его защитой возникло новое поселение, жители которого в основном занимались рыболовством. Вскоре Морле становится предметом раздора между герцогами Бретани и виконтами Леона. В 1179 году герцог Бретани Жоффруа II объявил о присоединении Морле к герцогскому владениям. В ответ на это виконт Леона Гиомар V поднял в городе восстание и вернул его в 1186 году. В следующем году отец Жоффруа II, король Англии Генрих II, осадил город и овладел им. Конец этим распрям положил герцог Бретани Жан I, назначивший в 1275 году последнему виконту Леона Эрве IV ренту в 80 ливров в год. Город переживает первый экономический подъем в XIII веке, ознаменованный, в частности, строительством монастыря доминиканцев в 1236 году и основанием коллегиальной церкви Нотр-Дам в 1295 году. 
В 1505 году во время поездки по Бретани Морле посетила последняя независимая герцогиня Бретани и королева-консорт Франции Анна Бретонская. В городе сохранился дом, в котором она останавливалась. 30 сентября 1342 года около Морле произошло крупное сражение Столетней войны, в котором участвовал Роберт III д’Артуа. 
В 1522 году, во время Итальянской войны 1521-1526 годов город подвергся нападению англичан. Английский флот атаковал Шербур, а затем направился в Морле. День нападения, 22 июля, был выбран не случайно. В этот день в расположенном недалеко Генгане проходила ярмарка, на которую отправились все знатные люди и значительная часть военных. Флот из 60 английских кораблей приблизился к побережью и высадил несколько сотен людей, переодетых торговцами, чтобы не возбуждать любопытства. С наступлением ночи они направились к городу, где не встретили никакого сопротивления. После этого корабли поднялись вверх по реке и высадили солдат прямо в центре города. Захватив город, англичане занимаются грабежом, поджигают дома и убивают жителей, которые не смогли бежать. Но крестьяне из окрестностей Морле срубили около десятка деревьев в лесу и запрудили Ривьеру Морле, преградив движение английским кораблям, возвращавшимся из города с награбленной добычей. На следующий день в Морле прибыли солдаты губернатора Бретани Ги XVI де Лаваля и обнаружили захватчиков, которые всю ночь праздновали победу, опорожнив множество бочонков вина. Французы убили всех найденных ими англичан, причем последние оказывали мало сопротивления, так как были пьяны. После этих событий было принято решение о строительстве шато Торо в бухте Морле.
В начале XVI века в районе Морле стало активно развиваться производство и продажа т.н. "креев", льняных полотен, которые высоко ценились, в частности, англичанами, что позволило купцам Морле сделать колоссальные состояния. Они выделяли средства на строительства церквей в стиле Бомануар, бретонского направления стиля пламенеющей готики; в то время были построены церковь Святого Мелена, церковь Святого Мартена, реконструирована церковь Святого Матье. В центре города богатые жители строили фахверковые дома, некоторые из которых сохранились до нашего времени. Морле также был городом ювелиров: в середине XVIII века здесь была крупнейшая община ювелиров Бретани.
Жители города принимали участие в Восстании гербовой бумаги и Великой Французской революции.

## Достопримечательности
- Виадук Морле, построенный в 1865 году; является частью действующей железнодорожной линии Париж-Брест
- Церковь Святого Мелена XVI века
- Церковь Святого Матфея XV века
- Фахверковый дома в центре города, в том числе дом, в котором останавливалась герцогиня Анна Бретонская (Дом герцогини Анны)
- Шато Сюсиньо XIII-XV веков
- Усадьба Керанру
- Музей изящных искусств
- Итальянский театр 1888 года
- Табачная мануфактура XVIII века

## Экономика
Структура занятости населения:
- сельское хозяйство — 1,3 %
- промышленность — 6,5 %
- строительство — 5,1 %
- торговля, транспорт и сфера услуг — 39,3 %
- государственные и муниципальные службы — 47,8 %

Уровень безработицы (2018) — 20,3 % (Франция в целом —  13,4 %, департамент Финистер — 12,1 %). 

Среднегодовой доход на 1 человека, евро (2018) — 20 090 (Франция в целом — 21 730, департамент Финистер — 21 970).

## Демография
Динамика численности населения, чел.

## Известные уроженцы, жители
```
12 апреля 1895 в Морле скончался французский писатель 
Пьер Заккон
.
```

## Администрация
Пост мэра Морле с 2020 года занимает социалист Жан-Поль Вермо (Jean-Paul Vermot). На муниципальных выборах 2020 года возглавляемый им левый блок победил во 2-м туре, получив 54,95 % голосов.
| Период | Период | Фамилия              | Партия                                                | Примечания |
| ------ | ------ | -------------------- | ----------------------------------------------------- | --- |
| 1971   | 1989   | Жан-Жак Клеаш        | Социалистическая партия                               | член Генерального совета департамента |
| 1989   | 1995   | Арно Казен д'Оненчён | Союз за французскую демократию                        | депутат Национального собрания Франции |
| 1995   | 1997   | Марилиз Лебраншю     | Социалистическая партия                               | первый вице-президент Регионального совета Бретани, депутат Национального собрания Франции, министр государственной реформы, децентрализации и государственной службы (2012-2016) |
| 1997   | 2008   | Мишель Ле Гоф        | Социалистическая партия                               | |
| 2008   | 2020   | Аньес Ле Брён        | Союз за народное движение Республиканцы Разные правые | член Генерального совета департамента, депутат Европейского парламента, член Регионального совета Бретани                                                                         |
| 2020   |        | Жан-Поль Вермо       | Социалистическая партия                               | директор центра занятости, член Совета департамента |

## Города-побратимы
- Рео, Буркина-Фасо
- Труро, Великобритания
- Вюрзелен, Германия
- Чивидате-Камуно, Италия
- Хелм, Польша
- Александрия, Румыния

## Досуг
Морле является популярным местом для любителей морских видов спорта, включая серфинг, песчанные багги и кайтинг. Гости также могут найти красивые прибрежные дорожки для прогулок. В окрестностях можно поиграть в боулинг, гольф, заняться верховой ездой и многими другими видами активного отдыха.

## Знаменитые уроженцы
- Жан Виктор Моро (1763-1813), маршал Франции и генерал-фельдмаршал Российской Империи
- Эмиль Сувестр (1806-1854), писатель и драматург
- Тристан Корбьер (1845-1875), поэт-символист, представитель группы «про́клятых поэтов»
- Жюль Эжен Бушри (1877-1962), скрипач и музыкальный педагог
- Жан Николя (1901-1984), католический священник, член ордена ассумпционистов, в 1945—1954 годах — политзаключённый в СССР
- Жюльен Гийомар (1928-2010), актёр театра и кино
- Брижитт Фонтэн (1939), певица.

## Галерея

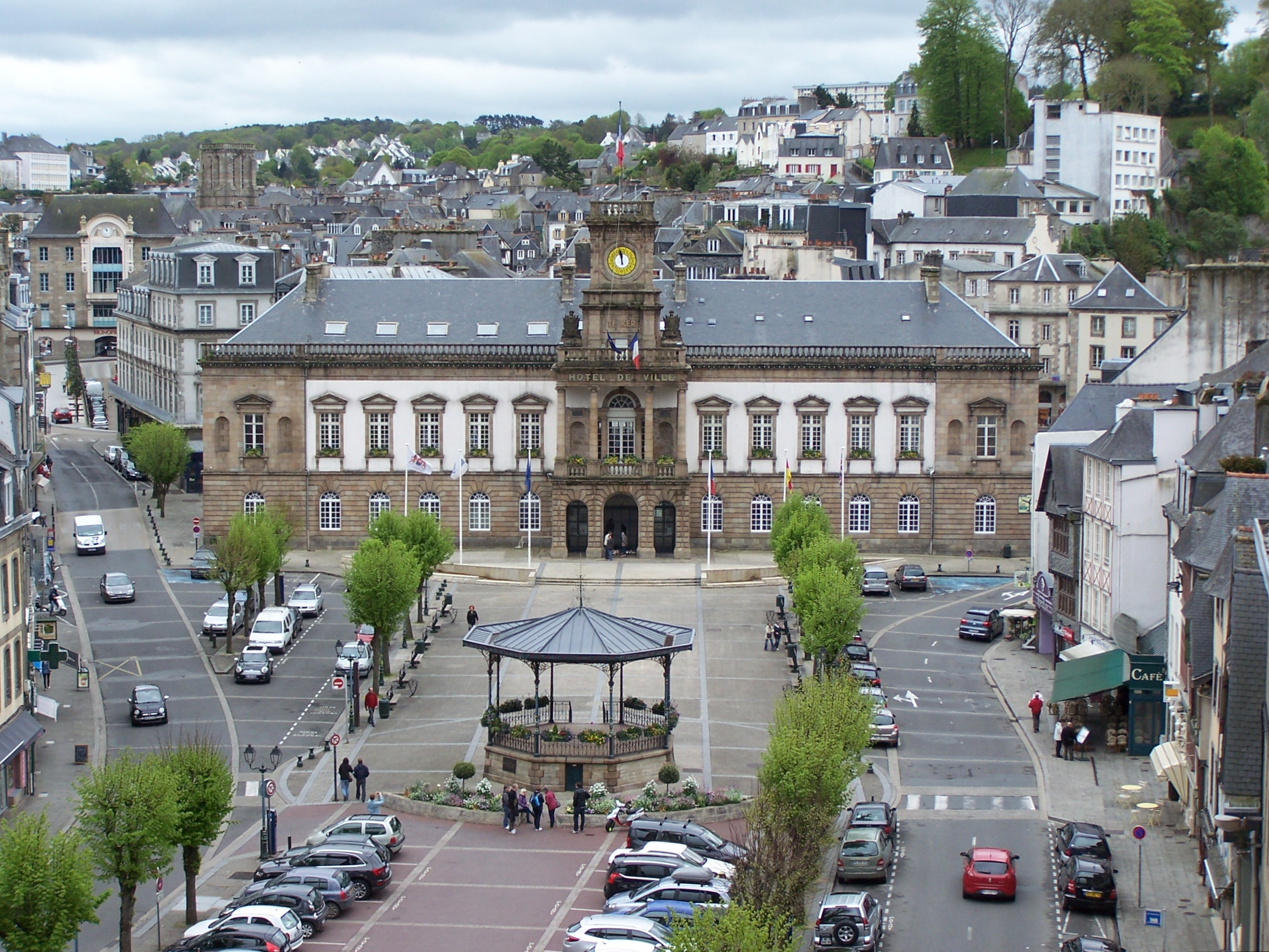
Мэрия
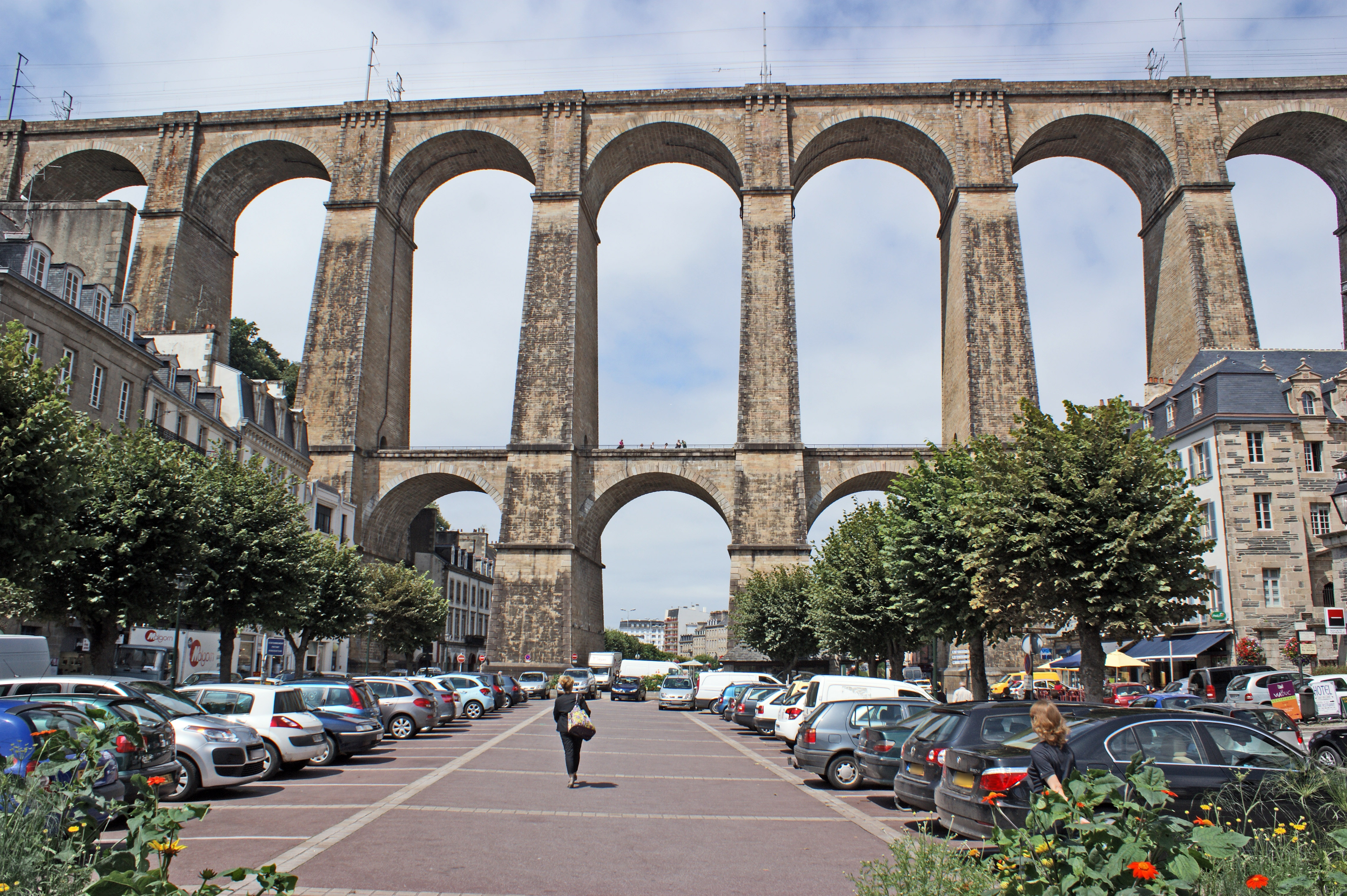
Виадук
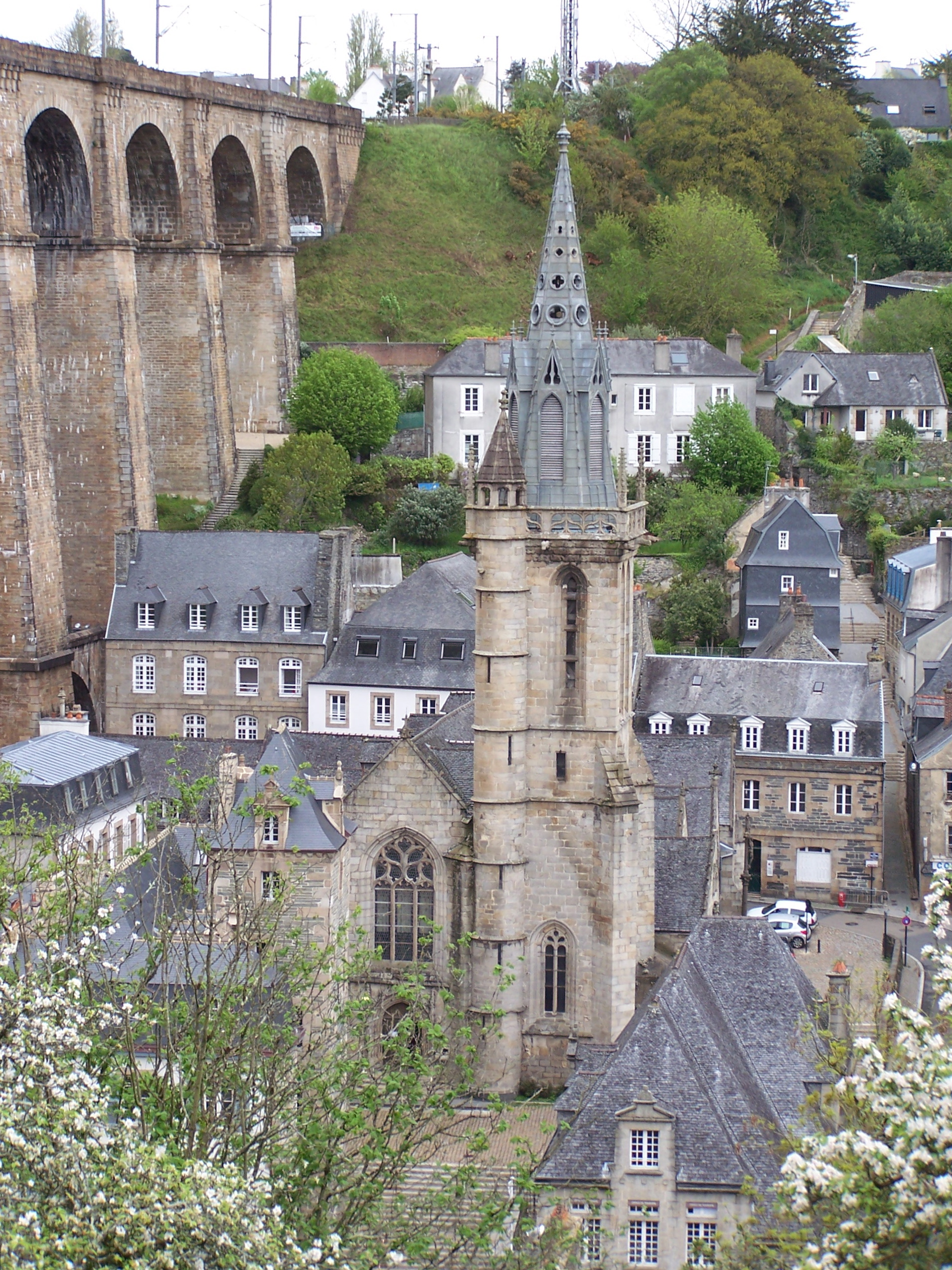
Церковь Святого Мелена
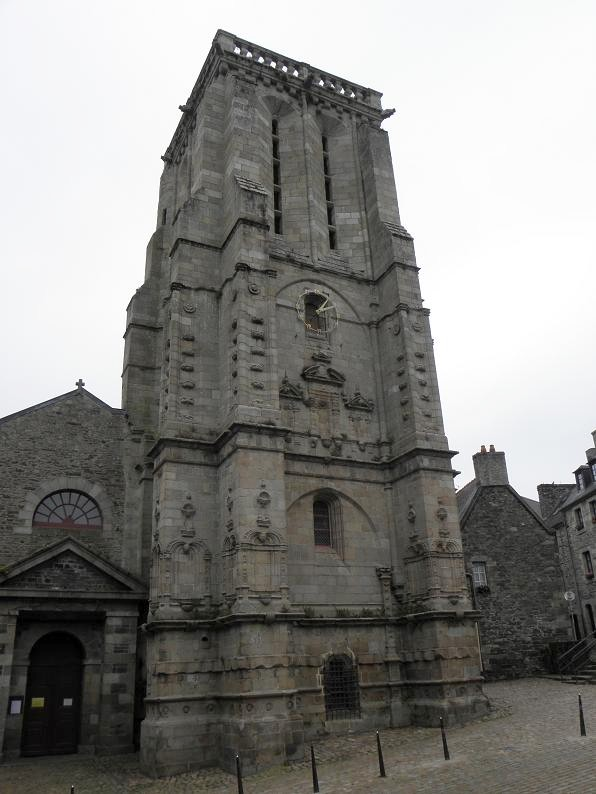
Церковь Святого Матфея
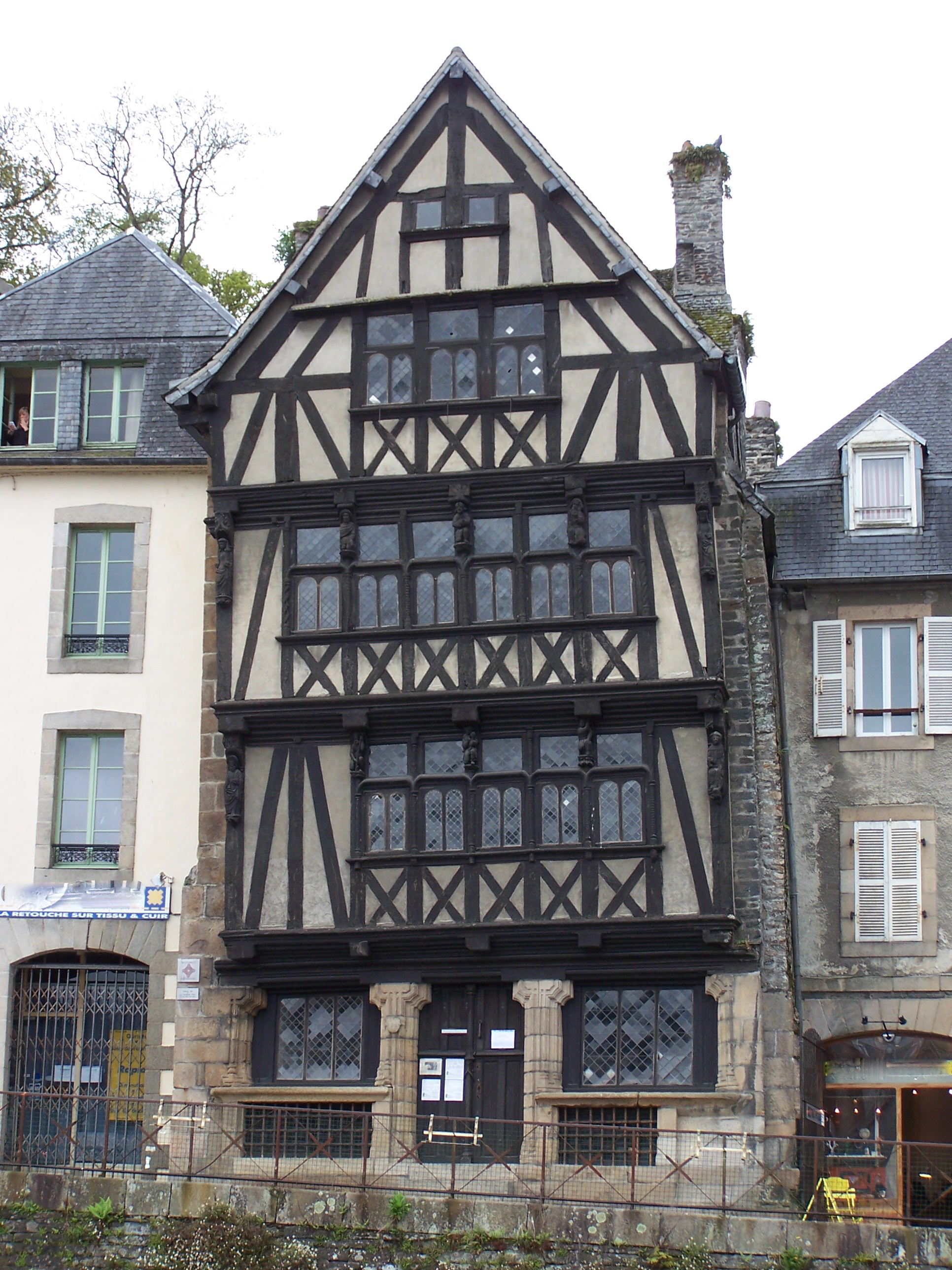
Дом герцогини Анны
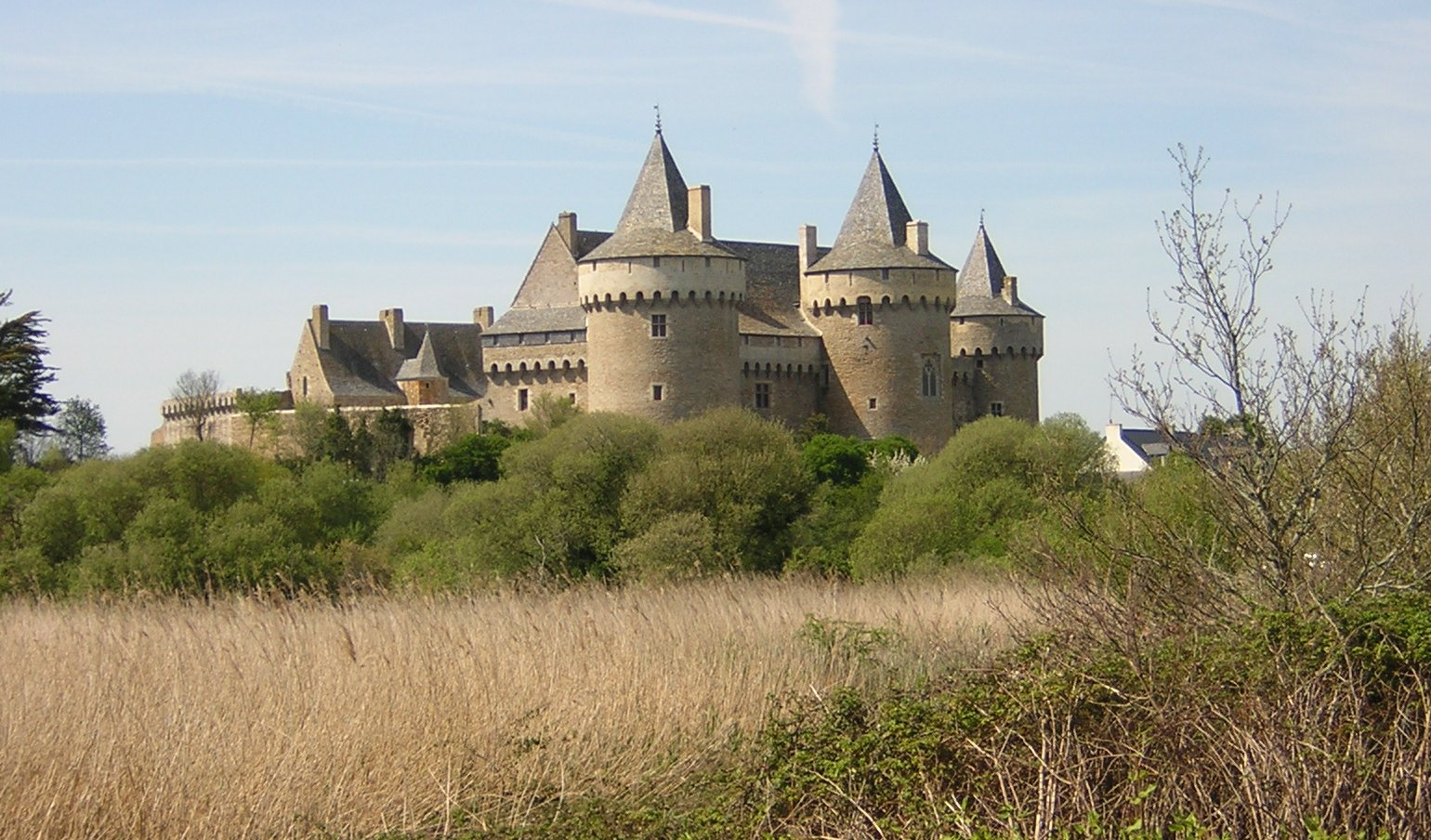
Шато Сюсиньо
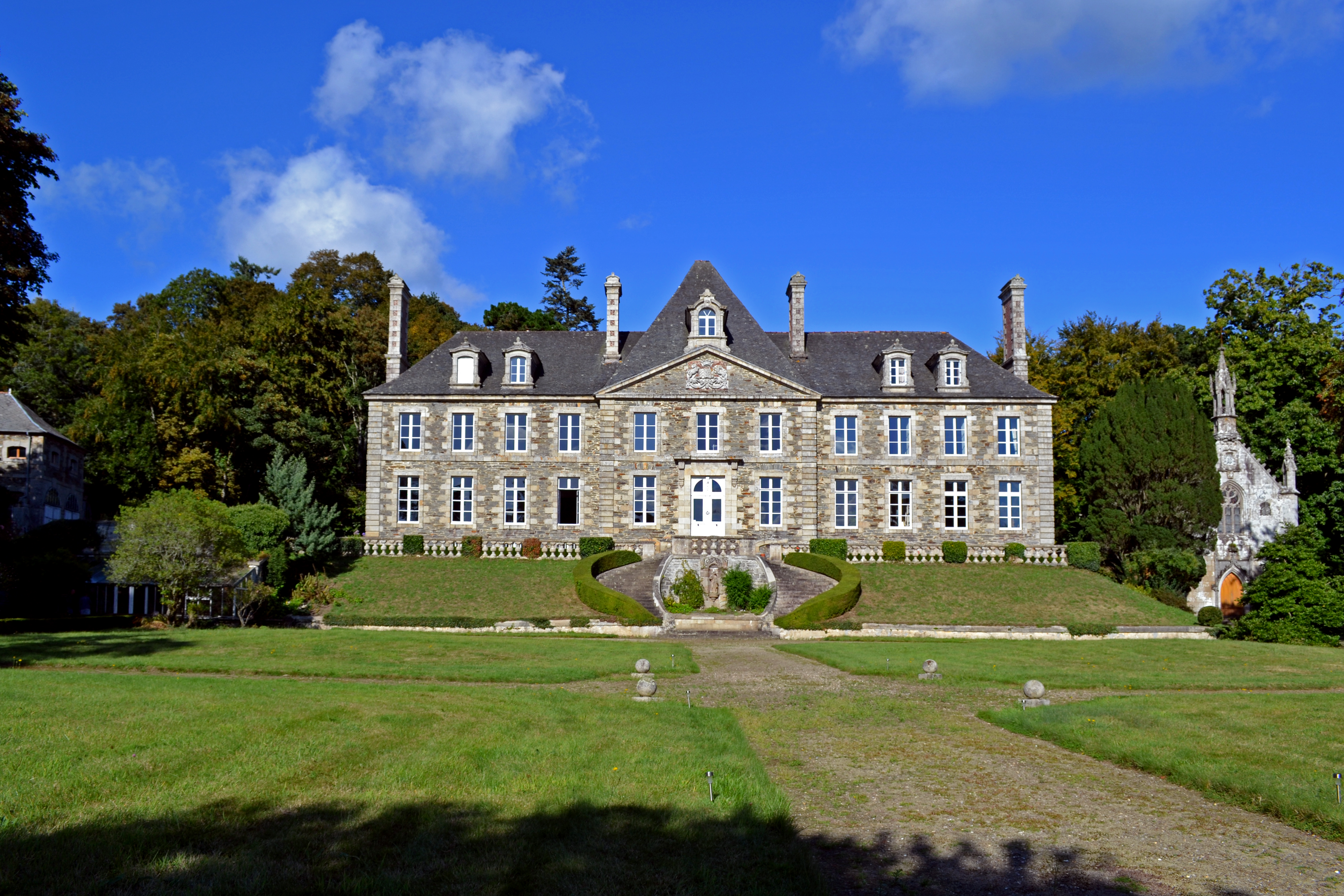
Усадьба Керанру
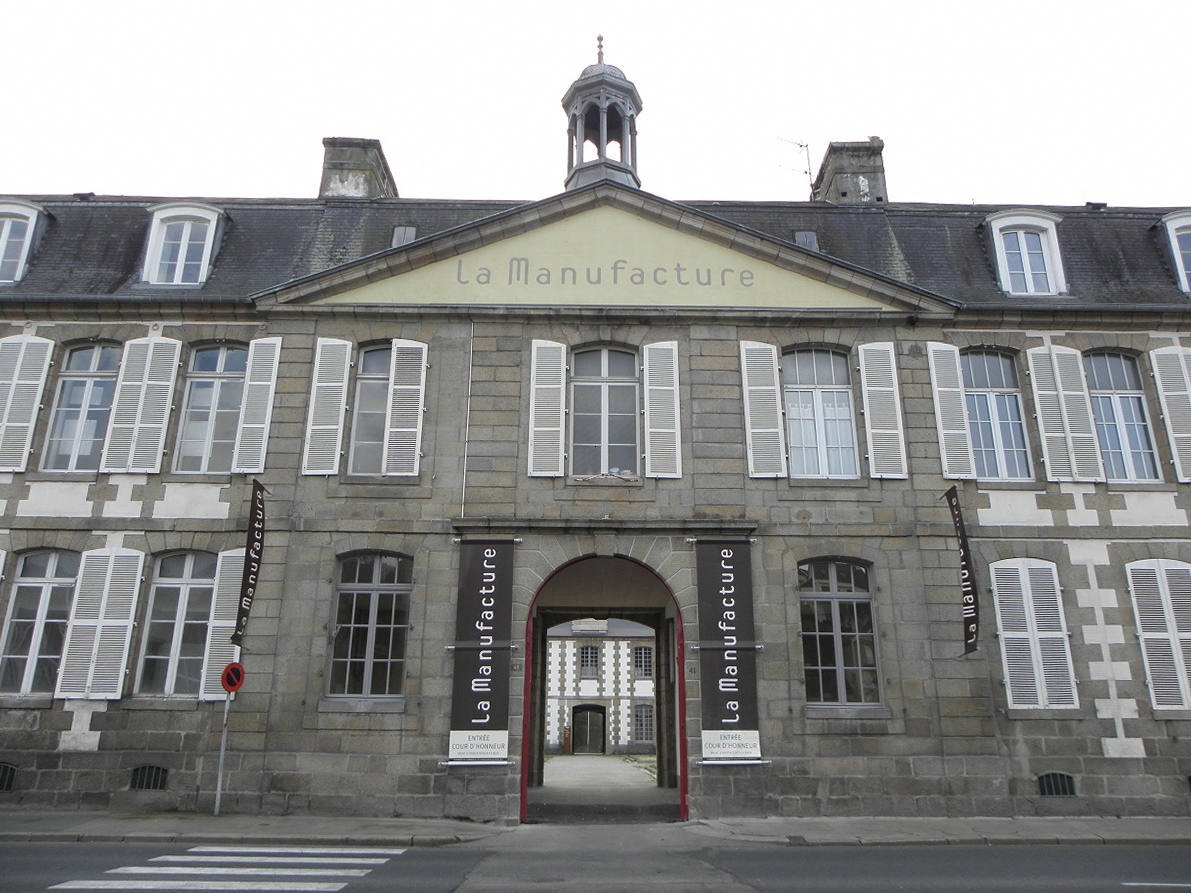
Табачная мануфактура
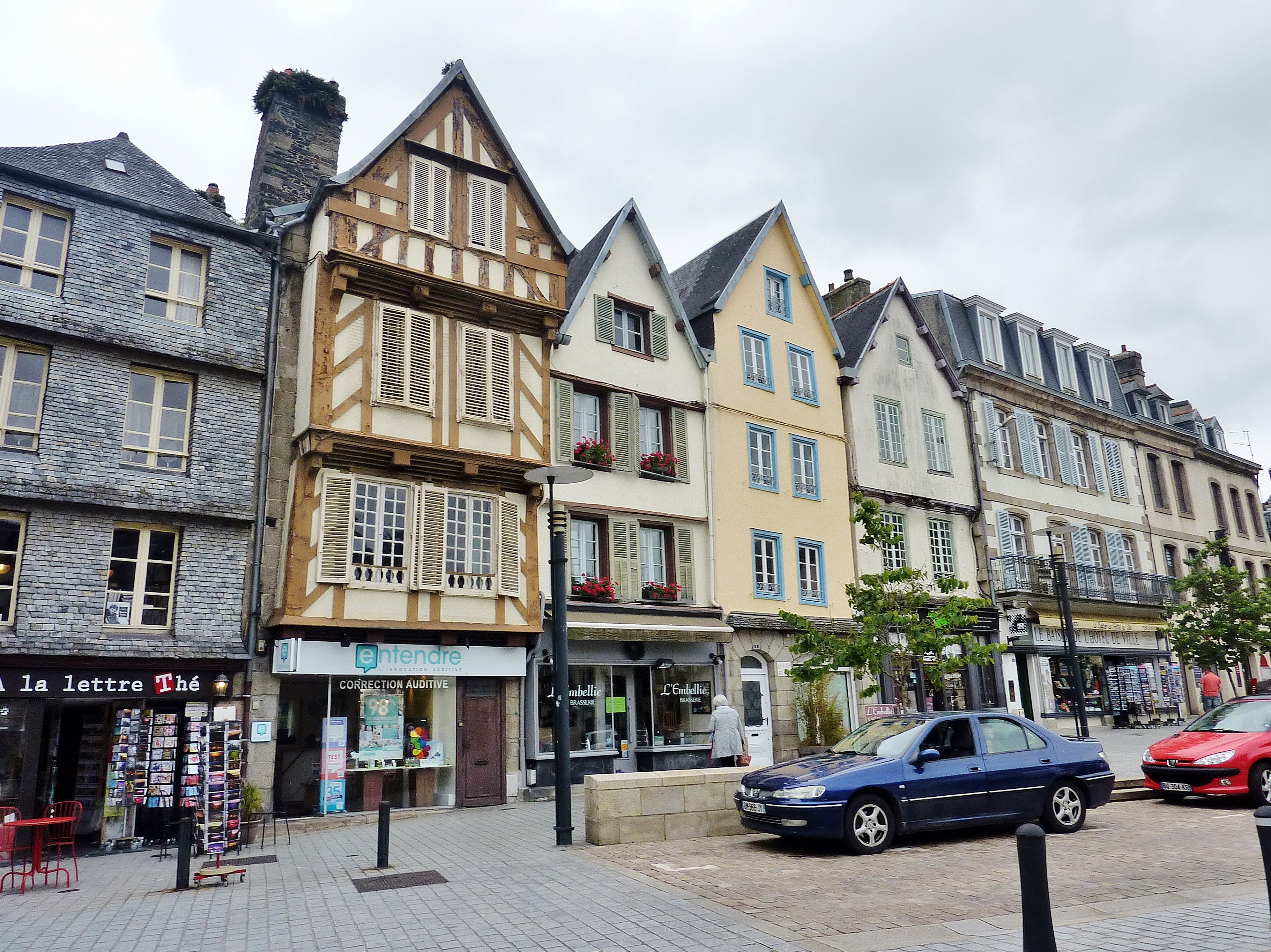
Средневековые дома в центре города

1. 1 2  база данных о французских коммунах — Национальный географический институт Франции, 2015.